# Garwood-Gletscher
Der Garwood-Gletscher ist ein kleiner Gletscher im nordwestlichen Abschnitt des Garwood Valley im ostantarktischen Viktorialand.
Entdeckt und kartiert wurde er von Teilnehmern der Discovery-Expedition (1901–1904) unter der Leitung des britischen Polarforschers Robert Falcon Scott, blieb jedoch zunächst unbenannt. Erst Thomas Griffith Taylor, Leiter der Westgruppe bei Scotts Terra-Nova-Expedition (1910–1913), benannte ihn in Verbindung mit dem gleichnamigen Tal nach dem britischen Geologen Edmund Johnston Garwood (1864–1949).